# Friedrich August von Schenckendorf
Friedrich August von Schenckendorf (* 1710 in Buckow bei Züllichau; † 21. Juli 1780 in Brandenburg an der Havel) war ein königlich-preußischer Generalmajor, Chef des Infanterie-Regiments Nr. 9 und Träger des Pour le Mérite.
Seine Eltern waren Karl von Schenckendorf Erbherr auf Rissen  und Barbara von Schlichting aus dem Haus Bochau und Niesschütz. Sein Bruder Balthasar Rudolf wurde preußischer Generalleutnant.

## Leben
Im Jahr 1724 wurde er preußischer Kadett. Als Friedrich II. die preußische Armee reorganisierte, kam Schenckendorf als Hauptmann in das neuerrichtete Füselier-Regiment Nr. 36 (Münchow). 1756 wurde er Major und 1759 Kommandeur eines Grenadier-Bataillons, das aus den Grenadier-Kompanien der Regimenter Nr. 36 (Münchow) und Nr. 35 (Prinz Heinrich) bestand. Im Jahr 1758 wurde er Oberstleutnant und 1759 Oberst. Noch im gleichen Jahr wurde er zum Generalmajor befördert und erhielt am 5. Juni 1759 das Regiment Nr. 9 (Puttkammer). Nach dem Ende des Krieges 1763 erhielt er seinen Abschied und zog sich auf sein Gut Jerchel bei Magdeburg zurück.
Er nahm an den Feldzügen zwischen 1740 und 1762 teil. Für seine Tapferkeit bei Breslau und bei Leuthen erhielt er den Pour le Mérite. In der Schlacht bei Liegnitz konnte er die Anhöhe bei Bienowitz besetzen und verteidigen und so die Schlacht für die Preußen entscheiden.
Besonders erfolgreich war er mit seinem Grenadier-Bataillon in den Jahren von 1756 bis 1759. Bei dem Vorstoß der preußischen Armee nach Bamberg machte er reiche Beute, so dass er seinen Ruhestand ohne finanzielle Probleme meistern konnte. Als sein Haus 1772 abbrannte, baute er es prächtig wieder auf. 1776 aber erkrankte er an Podagra. Er wurde schwermütig, stürzte sich am 21. Juli 1780 in Brandenburg an der Havel aus dem Fenster, und starb an den Folgen. Nach seinem Tod beerbte ihn sein Neffe, der preußische Generalmajor Karl Ludwig von Knobelsdorff als sein nächster Verwandter.